# Escola

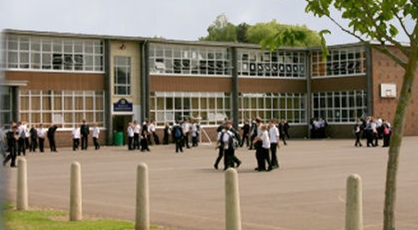
Prédio escolar na Inglaterra, em 2007.

A escola (do grego scholé, através do termo latino schola) tinha como significado, “discussão ou conferência”, mas também “folga ou ócio”. Este último significado, no caso, seria um tempo ocioso onde era possível ter uma conversa interessante e educativa. Hoje é uma instituição concebida para o ensino de alunos sob a direção de professores. A maioria dos países tem sistemas formais de educação, que geralmente são obrigatórios. Nestes sistemas, os estudantes progridem através de uma série de níveis escolares e sucessivos. Os nomes para esses níveis nas escolas variam por país, mas geralmente incluem o ensino fundamental (ensino básico) para crianças e o ensino médio (ensino secundário) para os adolescentes que concluíram o fundamental. Uma instituição onde o ensino superior é ensinado, é comumente chamada de faculdade ou universidade.
Além destas, os alunos também podem frequentar outras instituições escolares, antes e depois do ensino fundamental. A pré-escola fornece uma escolaridade básica para as crianças mais jovens. As profissionalizantes, faculdades ou seminários podem estar disponíveis antes, durante ou depois do ensino médio. A escola também pode ser dedicada a um campo particular, como uma escola de economia ou de música, por exemplo.
As escolas podem ser públicas ou particulares. Podem ser mistas, femininas ou masculinas. Podem ser colégios de aplicação. Podem ser exclusivas para crianças com necessidades especiais. Podem ser escolas religiosas. Escolas para adultos incluem instituições de alfabetização, de treinamento corporativo, militar e escolas de negócios. Porém os modelos de escola e de ensino que ocupam maior espaço no debate político e pedagógico atual, são o público e o privado, suas disparidades, disputas e contradições, além da necessidade da defesa do ensino público como aponta Hypolito e Da Rocha na publicação: Disputas pela escola pública: contribuições históricas para pensar o trabalho docente.

## Etimologia
A palavra escola deriva do grego σχολή (scholē), originalmente significa "lazer" e também "aquele em que o lazer é empregado", e mais tarde "um grupo a quem foram dadas palestras, escola".

## História e desenvolvimento das escolas

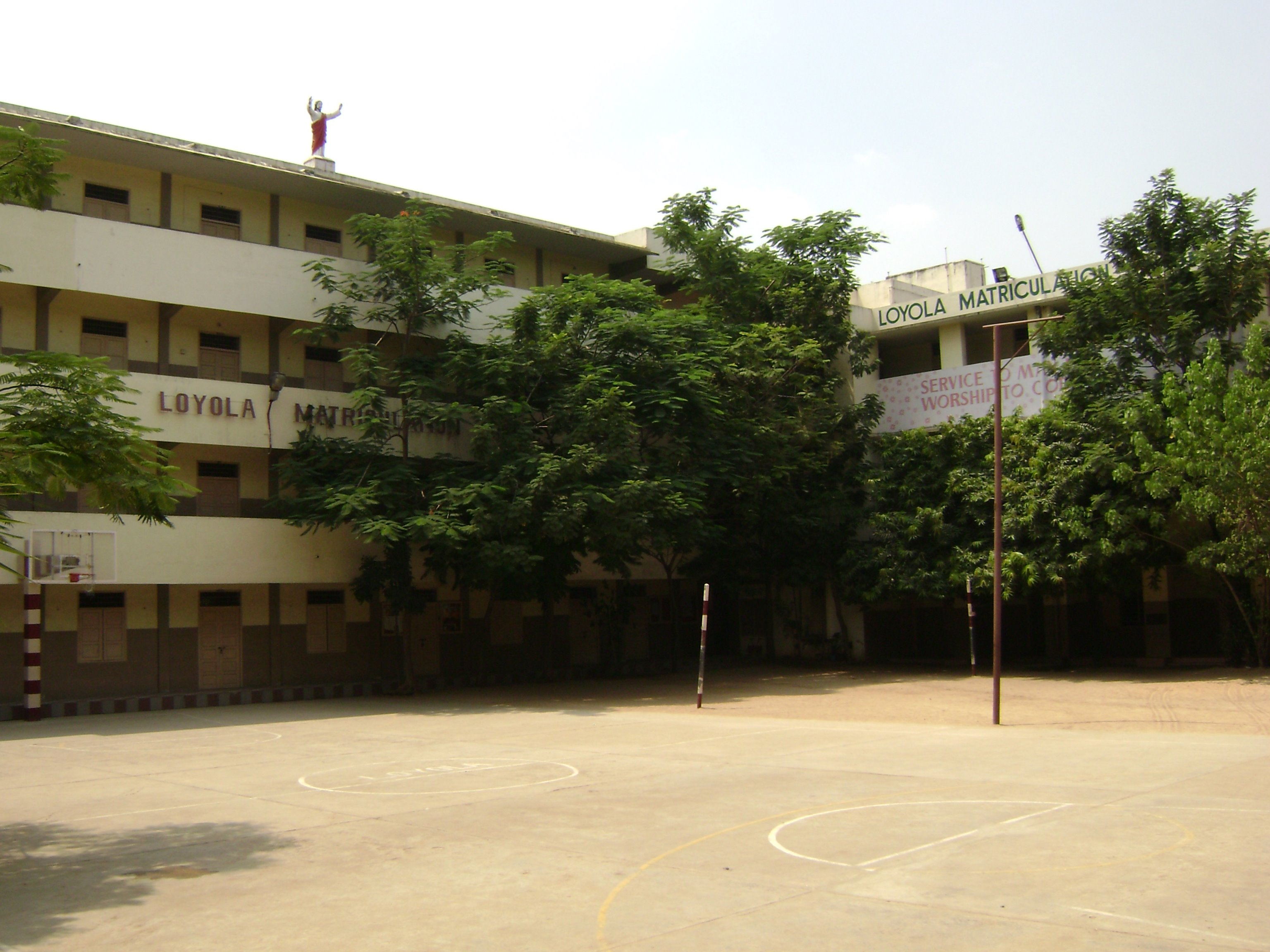
Missionários cristãos desempenharam um papel central na criação de escolas modernas na Índia. Foto de 2007.

O conceito de unir estudantes em um local separado para a aprendizagem existe desde a Antiguidade Clássica. O ensino fundamental existe provavelmente desde a Grécia antiga, Roma antiga, Índia antiga e China antiga. O Império Bizantino tinha um sistema de ensino criado a partir do nível primário. De acordo com Bentley (2006), a fundação do sistema de educação primária começou em 425 quando "... o pessoal militar geralmente tinha pelo menos o ensino primário ...". Apesar de Bizâncio ter perdido muito da grandiosidade da cultura romana, o Império enfatizou a eficiência nos seus manuais de guerra. O sistema de ensino bizantino continuou até o colapso do império em 1453.
O Islã foi outra cultura que desenvolveu um sistema escolar, no sentido moderno da palavra. Na Europa, foi durante os séculos XIV e XV que ocorreu a expansão das escolas devido, em grande parte, aos esforços catequistas da Igreja na busca de fiéis. "(...) é preciso estudar a Bíblia para chegar a Deus, e as palavras da liturgia não toleram imprecisão. Cabe à Igreja atrair fiéis, que devem conhecer as preces e os preceitos.". Assim, os dois últimos séculos da Idade Média presenciam a expansão da escrita, tanto em latim quanto na língua vulgar.

Escola primária nas áreas liberadas pelo PAIGC, em Guiné-Bissau, em 1974.

Destinadas às crianças entre sete e quatorze anos, aos poucos a escola traz o livro do domínio eclesiástico e político para o uso cotidiano. Expande-se para os estabelecimentos comerciais ("livros de contas") e chega à zona rural nos contratos de venda ou locação, mesmo para posses pequenas. Também nas profissões, a escola exerce grande influência: frequentar a escola constitui uma prova de honradez, útil para conseguir um bom casamento, tornar-se administrador dos bens da paróquia ou magistrado municipal: scolae scalae ("a escola é uma escada").
Estas escolas eram presididas por um eclesiástico, scholasticus, subordinado ao bispado, daí o nome de escolástica dado à doutrina e à prática de ensino. Há uma forte demanda por elas, mais para moços, citadinos e mercadores do que para moças, camponeses e pequenos vendedores. Apesar do estímulo à formação de clérigos por Carlos Magno (768-814) e da referência às escolas em 1215 no Concílio de Latrão, não há uma estrutura escolar uniforme, como uma escola por paróquia.
O magistério tem maior concentração nas regiões mais desenvolvidas. Os mosteiros beneditinos recebem rapazes e moças e os jovens pensionistas sempre se tornam monges. Os conventos e confrarias também podem manter escolas, assim como hospitais e orfanatos. Fundar, subvencionar e manter uma escola constitui um ato de misericórdia. A escola pode funcionar ainda, sobretudo na Itália, como empresa privada subvencionada pela comuna. Em uma escala mais reduzida, os mercadores ensinam, a seus aprendizes, as bases da escrita e do cálculo.
A oferta assume várias formas, bem adaptada à demanda dos pais e inserida na continuidade da educação familiar, centrada na aprendizagem dos valores, na socialização e na aquisição de competências precisas. Este tipo de oferta tem seus inconvenientes: a flexibilidade de suas estruturas resulta em um funcionamento aleatório; se o pároco muda ou o mestre decide viajar, a escola para de funcionar.
Na França, as escolas elementares só surgiram na segunda metade do século XIII, e se multiplicaram entre 1350 e 1450. As escolas rurais são relativamente bem conhecidas no norte, na Champanha e na Normandia, ou em toda região rica e urbanizada que tem muitos clérigos a formar e muitos monges para formá-los. No norte, em 1449, das 156 aldeias de Flandres, 152 possuem uma escola. Na zona rural, a escola raramente ensina a escrever: "saber ler é uma função intelectual valorizada, saber escrever é uma habilidade manual vagamente desprezada". Na cidade, há todos os tipos de escola (cursos em latim ou em língua vulgar), assim como todos os níveis de ensino. No norte, Lille e Saint-Omer possuem trinta escolas, quase uma por paróquia, e Douai possui sete escolas. Em Valenciennes, que conta com vinte escolas em 1337 e 49 em 1388, há, nessa data, 516 crianças (145 meninas) escolarizadas entre sete e dez anos.

## Componentes da maioria das escolas

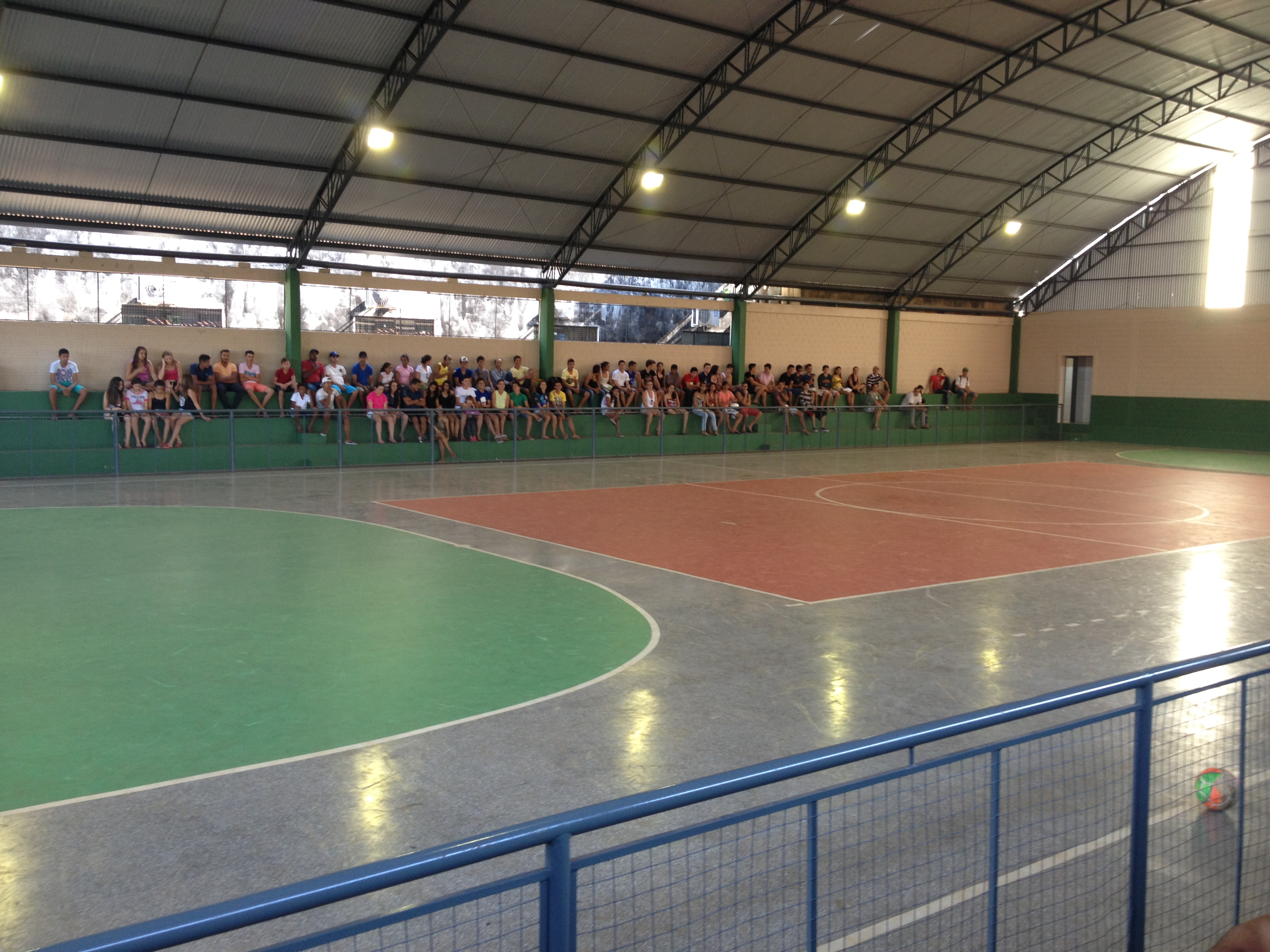
Quadra da Escola 7 de Setembro em Rondônia, no Brasil, em 2015.

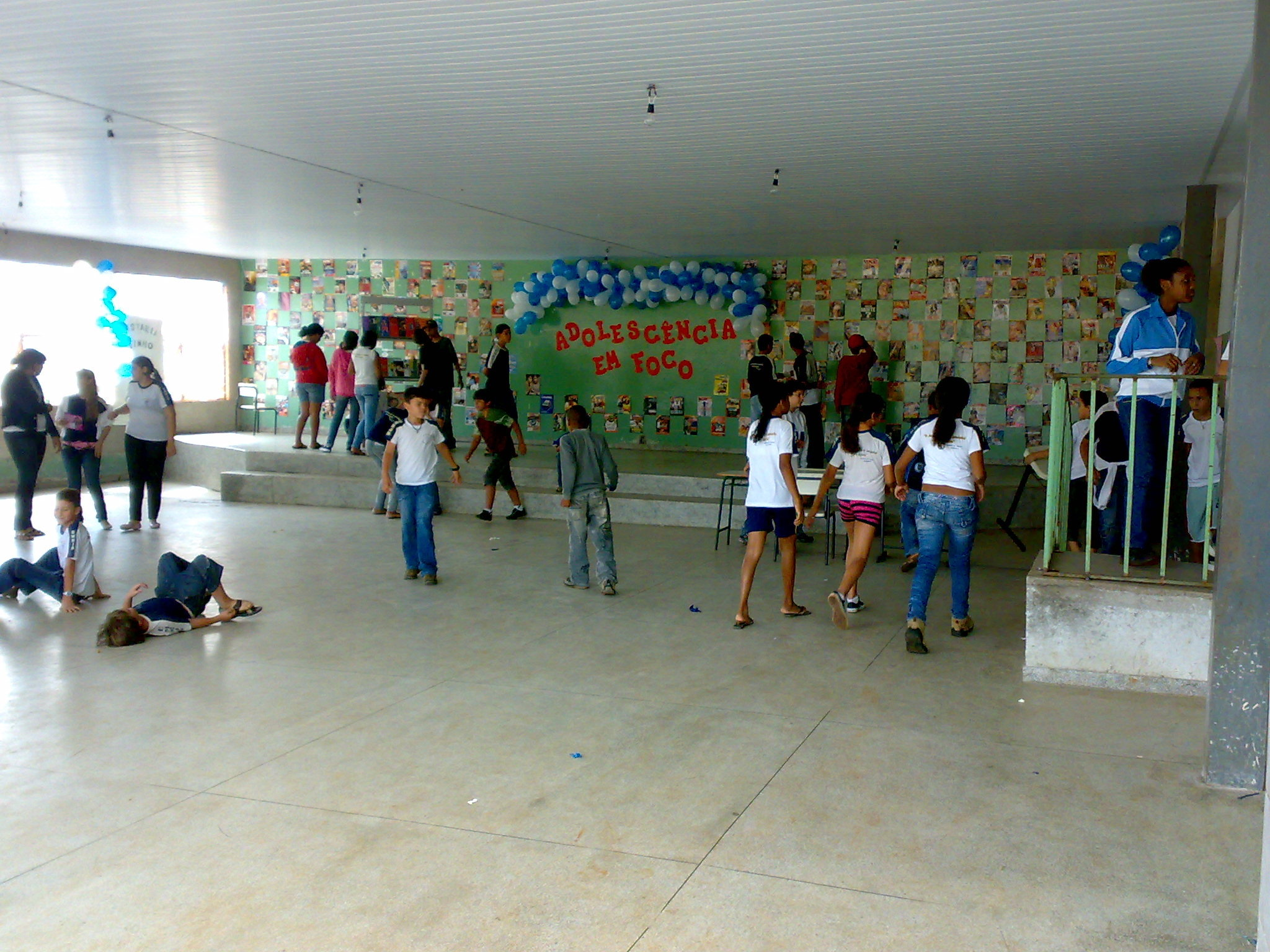
Local de eventos de uma escola municipal de Goiânia, em Goiás, no Brasil, em 2009.

As escolas são espaços organizados propostos para o ensino e a aprendizagem. As salas de aula, onde os professores ensinam e os alunos aprendem, são de importância central, mas as escolas típicas têm muitas outras áreas, que podem incluir:
- Cantina ou refeitório, onde os alunos almoçam ou lancham;
- Quadra de esportes ou ginásio, local onde os alunos participam em esportes ou educação física prática;
- Auditório ou sala onde acontecem eventos, tais como assembleias;
- Escritório ou coordenação, onde o trabalho administrativo da escola é feito;
- Biblioteca, onde os alunos consultam livros e revistas e muitas vezes usam computadores;
- Salas de aula especializadas, incluindo laboratórios de ciência;
- Laboratórios de informática, onde o computador com internet é usado para trabalhos.[10]

## Segurança
A segurança dos funcionários e alunos é um problema crescente para as comunidades escolares e a maioria das escolas está tendo que aprimorar seus sistemas de segurança. Para evitar fatos como o massacre de Realengo, estão sendo criados planos para proteger alunos e funcionários em caso de um tiroteio na escola. Algumas escolas têm tomado medidas como a instalação de detectores de metal ou de vigilância por vídeo.
Outros problemas de segurança enfrentados pelas escolas incluem atentados terroristas (como o caso do Massacre na escola de Beslan em setembro de 2004), gangues, vandalismos e bullying.